# Незаконченный обелиск
Незако́нченный обели́ск — крупнейший среди известных древних обелисков. Расположен в северном регионе древнеегипетского каменного карьера в Асуане, Египет. Считается, что изготовление обелиска было начато по приказу царицы Хатшепсут, вполне возможно, в качестве дополнения к Латеранскому обелиску (который изначально находился в Карнаке, а позже был перевезён в Латеранский дворец в Риме). По своему размеру он на треть превосходит крупнейшие обелиски, когда-либо возведённые в Египте. Если бы его закончили, то высота обелиска могла быть 41,8 метра, а его масса около 1200 тонн.
Обелиск начали вырезать прямо из коренной породы гранита. Согласно одной из гипотез, работа была прекращена по причине внезапно образовавшейся трещины, расколовшей обелиск. Нижняя часть обелиска по-прежнему соединена со скалой. Благодаря тому, что работа над обелиском была брошена, учёные получили редкую возможность взглянуть на древнюю технику обработки камня. На поверхности обелиска хорошо сохранились линии разметки, сделанные охрой, и маркировка от инструментов рабочих.
В 2005 году в каменоломнях Асуана, недалеко от незаконченного обелиска, была обнаружена также незаконченная база обелиска. Кроме того, в каменоломне были обнаружены наскальные изображения и характерные следы, которые могут иметь отношение к местам изготовления большинства известных обелисков. Все эти каменоломни в Асуане и незавершённые объекты являются частью музея под открытым небом и охраняются правительством Египта, наравне с другими археологическими местами.

## Галерея

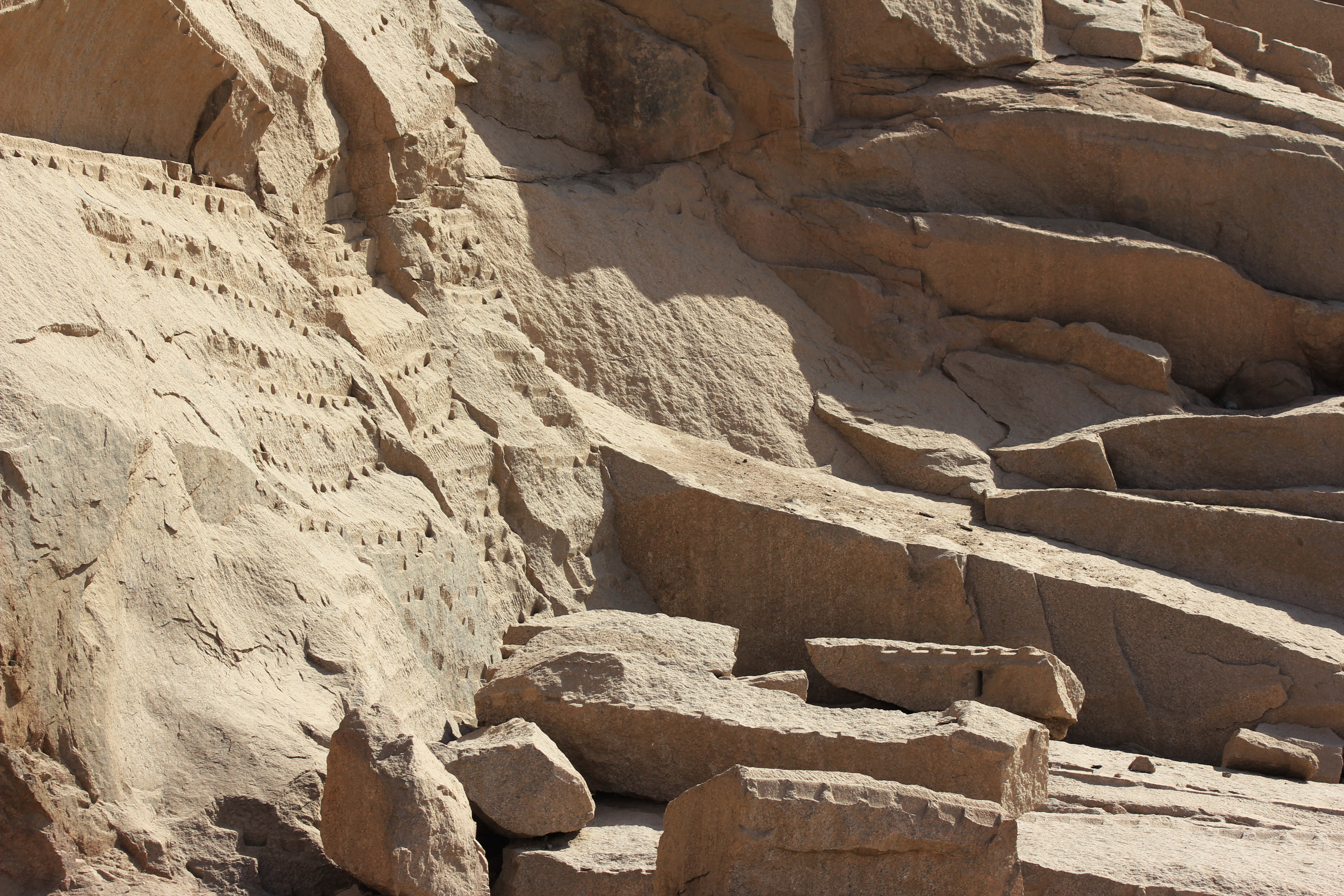
Обелисковая каменоломня (фрагмент)
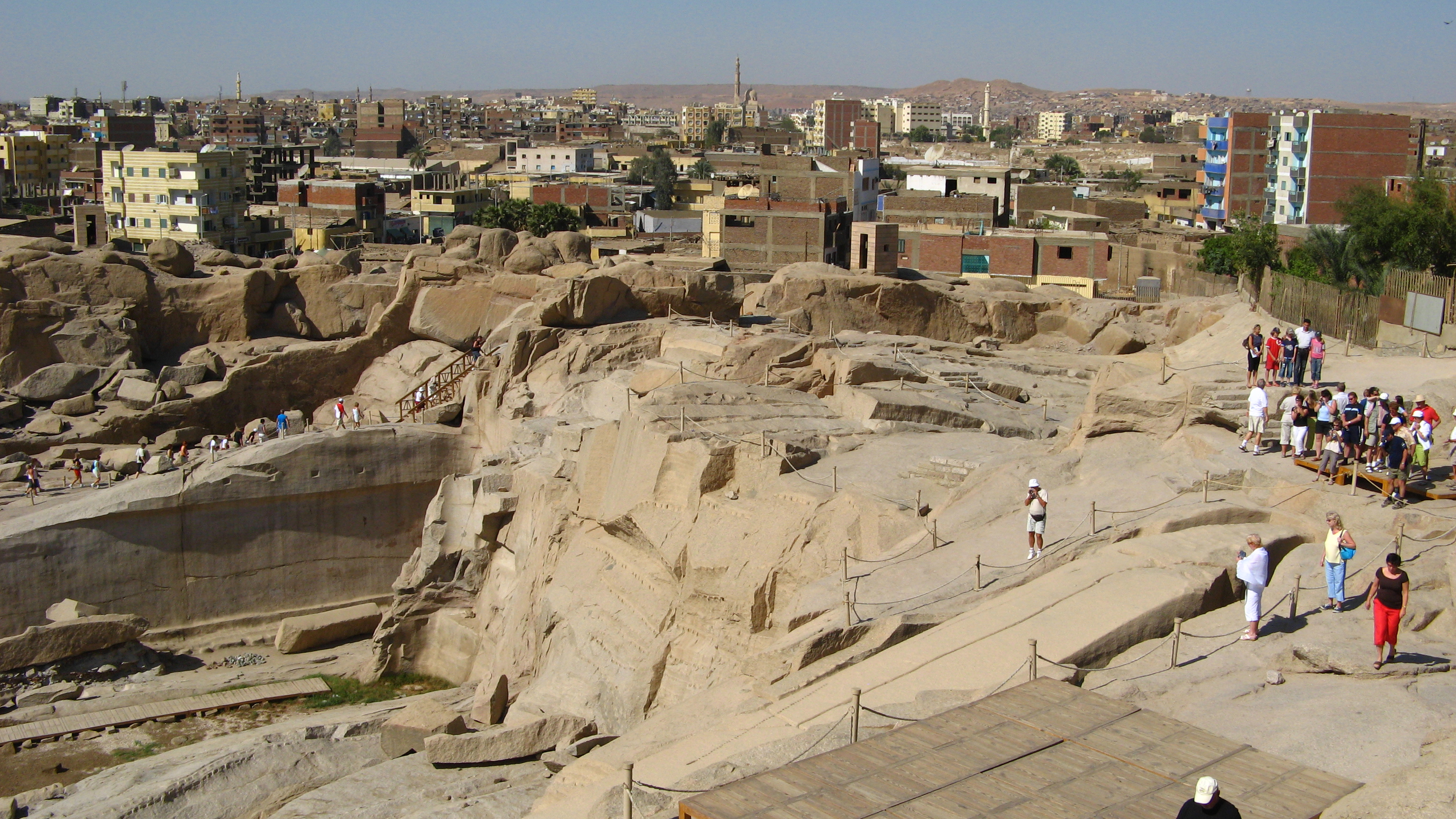
Общий вид на обелисковую каменоломню
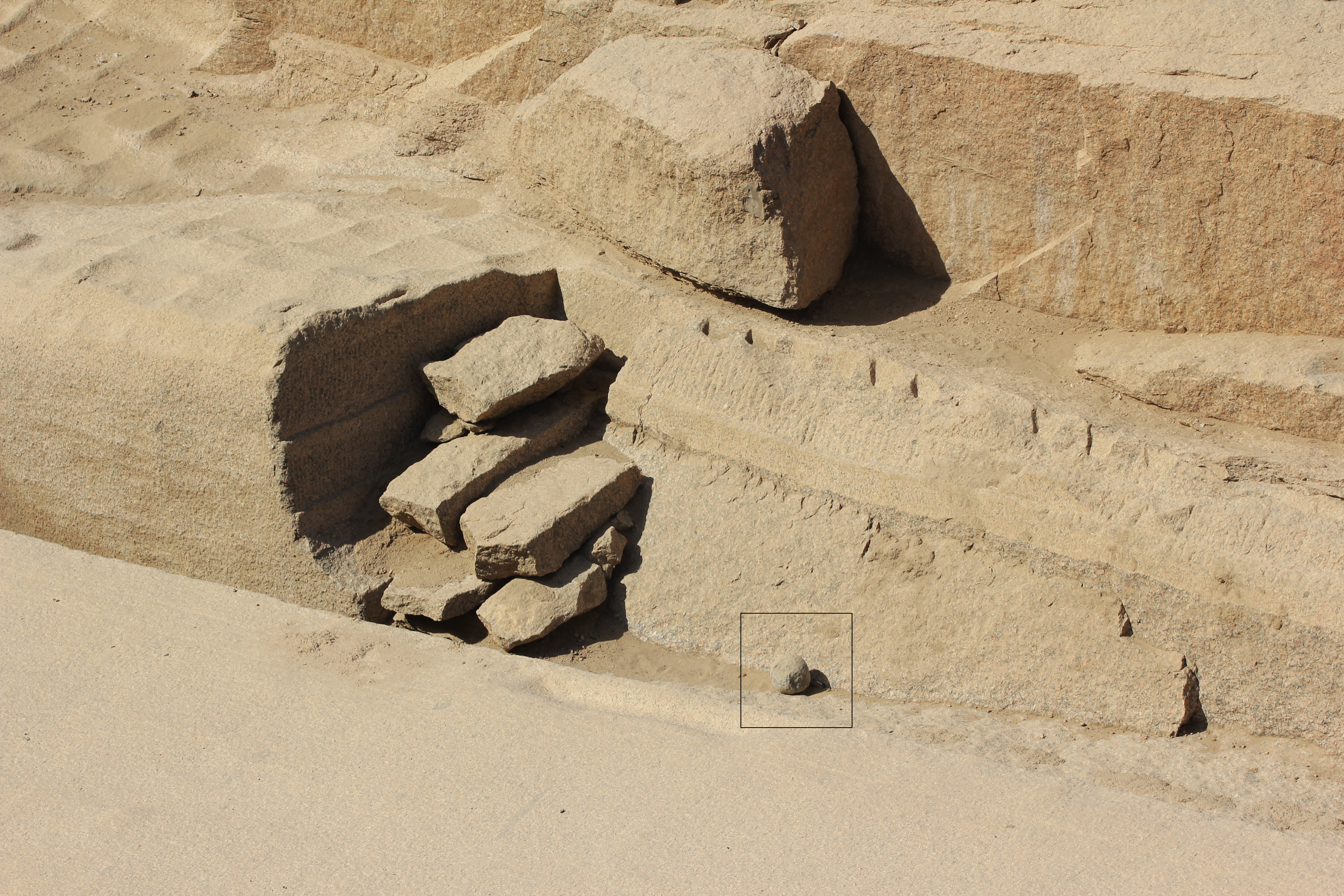
Долеритовый шар, которым могли обрабатывать обелиски